# Nicolas Jachiet
Ne doit pas être confondu avec Denis Jachiet.
Nicolas Jachiet, né en 1958, est un ingénieur français. D'abord haut fonctionnaire, il quitte la sphère publique en 2002 au profit de l'industrie. Il est Président-directeur général d'Egis, un des premiers groupes d'ingénierie de la construction en France, de 2012 à 2020. Il est aujourd'hui Président du Conseil d’administration d'Egis.

## Biographie

### Formation
Nicolas Jachiet est diplômé de l'École polytechnique et énarque, promotion « Solidarité » (1983), dont il sort dans l'Inspection des finances.

### Haut fonctionnaire
Après quatre années à l'Inspection (1983-1987), il devient directeur du Club de Paris (1987-1991). Il est au cabinet d'Edmond Alphandéry, alors ministre des finances, entre 1993 et 1995. Il entre ensuite au bureau des participations du Trésor, où il prépare entre autres les privatisations du Crédit Lyonnais, d'Air France, de Renault, de Thomson-CSF, de Rhône-Poulenc ou encore d'Elf Aquitaine,. Il est nommé représentant de l'État au sein du conseil d'administration d'EDF et de Renault en 1998, remplaçant Anne Le Lorier. Fin 1999, après une note préliminaire favorable à la prise de participation de France Télécom dans le câblo-opérateur britannique NTL, il est mis devant le fait accompli[réf. nécessaire] de cette opération ordonnée par Michel Bon, dirigeant de l'époque ; auditionné dans le cadre du rapport parlementaire relatif aux erreurs stratégiques commises à l'époque par la direction de l'entreprise publique de télécommunications, Nicolas Jachiet est accusé par la presse d'investigation d'avoir à l'époque été chargé « de ne pas trop surveiller » France Télécom. À l'occasion de cette audition, il invoque une relative impuissance de l'État, alors même lorsqu'il se trouve membre du conseil d'administration.

### Dans le privé
En 2002, il quitte la fonction publique pour le privé, et entre chez Danone comme directeur des services administratifs et financiers. En 2004, il entre chez Egis, groupe d'ingénierie français, filiale de la Caisse des dépôts et consignations, sur proposition de Francis Mayer, directeur de la CDC. Il en prend la direction générale en 2005 et y réalise la vente de la branche Dorsch Consult dès son arrivée puis, en 2011, la fusion avec Iosis. En 2012, il devient président directeur général du groupe.
De septembre 2014 à novembre 2018, Nicolas Jachiet est à la tête de la branche ingénierie de la fédération Syntec, organisation syndicale patronale des entreprises d'ingénierie en France. Il succède à Stéphane Aubarbier. Il se fixe trois domaines d'action, la « participation active à l'exercice des responsabilités de la branche dans le domaine social », la défense des intérêts des cabinets d'ingénierie devant les instances publiques et privées, et la promotion des métiers de l'ingénierie. Il précise par la suite d'autres pistes d'action, « lutte contre la concurrence déloyale, maintien des fonds de formation professionnelle et valorisation de la « french touch » de l'ingénierie à l'export » lors d'une interview publiée par Le Moniteur. Il mentionne à cette occasion le fait que, selon lui, l'ingénierie française est reconnue à l'export « pour son inventivité, sa technicité et sa capacité d'adaptation aux besoins du client ». D'avril 2015 à mars 2017, il est président de Fer de France, organisme interprofessionnel du secteur ferroviaire.
En juin 2017, MEDEF International confie à Nicolas Jachiet la présidence de son Conseil de chefs d’entreprise et France-Ukraine[pertinence contestée].
Nicolas Jachiet prend sa retraite le 1er novembre 2020 

### Autres engagements
Nicolas Jachiet est élu au conseil municipal de la commune de Les Trois-Pierres (Seine-Maritime) depuis le  15 mars 2020.